# خورشیدگرفتگی ۹ اوت ۱۸۹۶
خورشیدگرفتگی ۹ اوت ۱۸۹۶ (به انگلیسی: Solar eclipse of 9 August 1896) یک خورشیدگرفتگی از نوع خورشیدگرفتگی کلی بود. این خورشیدگرفتگی در تاریخ ۹ اوت ۱۸۹۶ روی داد که زمان اوج آن، ساعت ۵:۰۹:۰۰ به‌وقت ساعت هماهنگ جهانی بوده‌است. مدت‌زمان و طول این خورشیدگرفتگی ۰۲ دقیقه و ۴۳ ثانیه بود.